# エーレンシュタイン錯視
エーレンシュタイン錯視（エーレンシュタインさくし、Ehrenstein illusion）とは、錯視の一つで、ドイツの心理学者ウォルター・エーレンシュタインにより発表された。同心円の内側にある正方形の辺が、主観的に歪んで見える(その1)。

エーレンシュタイン錯視(その1)。正方形の辺が歪んで見える
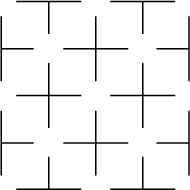
エーレンシュタイン錯視(その2)。「明るい円形」がみえる
エーレンシュタイン錯視(その3)。下の図は、円を足すことで、中心は明るく見えなくなる。

"エーレンシュタイン"の名前は、他の主観的輪郭図形(2)に用いられることもある。線分の端点により、主観的な円が見える。主観的図形の色は背景と同じであるが、明るく見える。同様の効果は、カニッツァの三角形でも見られる。
ちなみに、これらの錯視（特にその3)は漫画における効果線として多用されている。